# Кулінич Анатолій Володимирович
Анато́лій Володи́мирович Кулі́нич (7 лютого 1977 — 14 липня 2015) — солдат Збройних сил України, учасник російсько-української війни.

## Життєпис
Анатолій виріс у багатодітній родині, його мама виховала 11 дітей. Закінчив загальноосвітню школу, працював спочатку складальником пиломатеріалів у цеху лісопереробки, по тому — майстром лісу в Сирницькому лісництві ДП «Словечанське лісове господарство».
Мобілізований 21 серпня 2014-го, гранатометник 30-ї окремої механізованої бригади.
14 липня 2015 року загинув біля смт Луганське Артемівського району Донецької області при обороні опорного пункту № 3014 — у його бліндаж влучила міна. Тоді ж загинув старший солдат Сергій Береговий.
Похований у селі Сирниця.
Без Анатолія лишилися мама, брати та сестри.

## Нагороди та вшанування
За особисту мужність, сумлінне та бездоганне служіння Українському народові, зразкове виконання військового обов'язку відзначений — нагороджений
- нагороджений орденом «За мужність» ІІІ ступеня (22.9.2015, посмертно)
- серпнем 2015 року з нагоди Дня Незалежності України нагороджений нагрудним знаком «Відмінник лісового господарства України» (посмертно)
- 22 вересня 2015 року на фасаді приміщення Сирницького лісництва відкрито меморіальну дошку Анатолію Куліничу.